# 356e régiment d'infanterie
Le 356e régiment d'infanterie (356e RI) est un régiment d'infanterie de l'Armée de terre française constitué en 1914 avec les bataillons de réserve du 156e régiment d'infanterie.
À la mobilisation, chaque régiment d'active crée un régiment de réserve dont le numéro est le sien plus 200.

## Création et différentes dénominations
- Août 1914 : 356e régiment d'infanterie
  - 22 mars 1919 : dissolution du régiment dont les bataillons sont versés dans les régiments de la 39e DI

## Chefs de corps
Colonel Lamboley en 1918.

## Historique des garnisons, combats et batailles du régiment

### Première Guerre mondiale

#### Affectations
- 145e brigade d'infanterie, 73e division d'infanterie d'août 1914 à novembre 1918.

#### 1914
dès août, le 356e RI est affecté à la défense mobile de Toul puis participe à diverses batailles : Grand Couronné (région de Nancy), délivrance du Fort de Troyon (septembre), Limey Lironville (septembre), puis prend position sur le secteur du bois le Brûlé (Pont-à-Mousson).

#### 1915

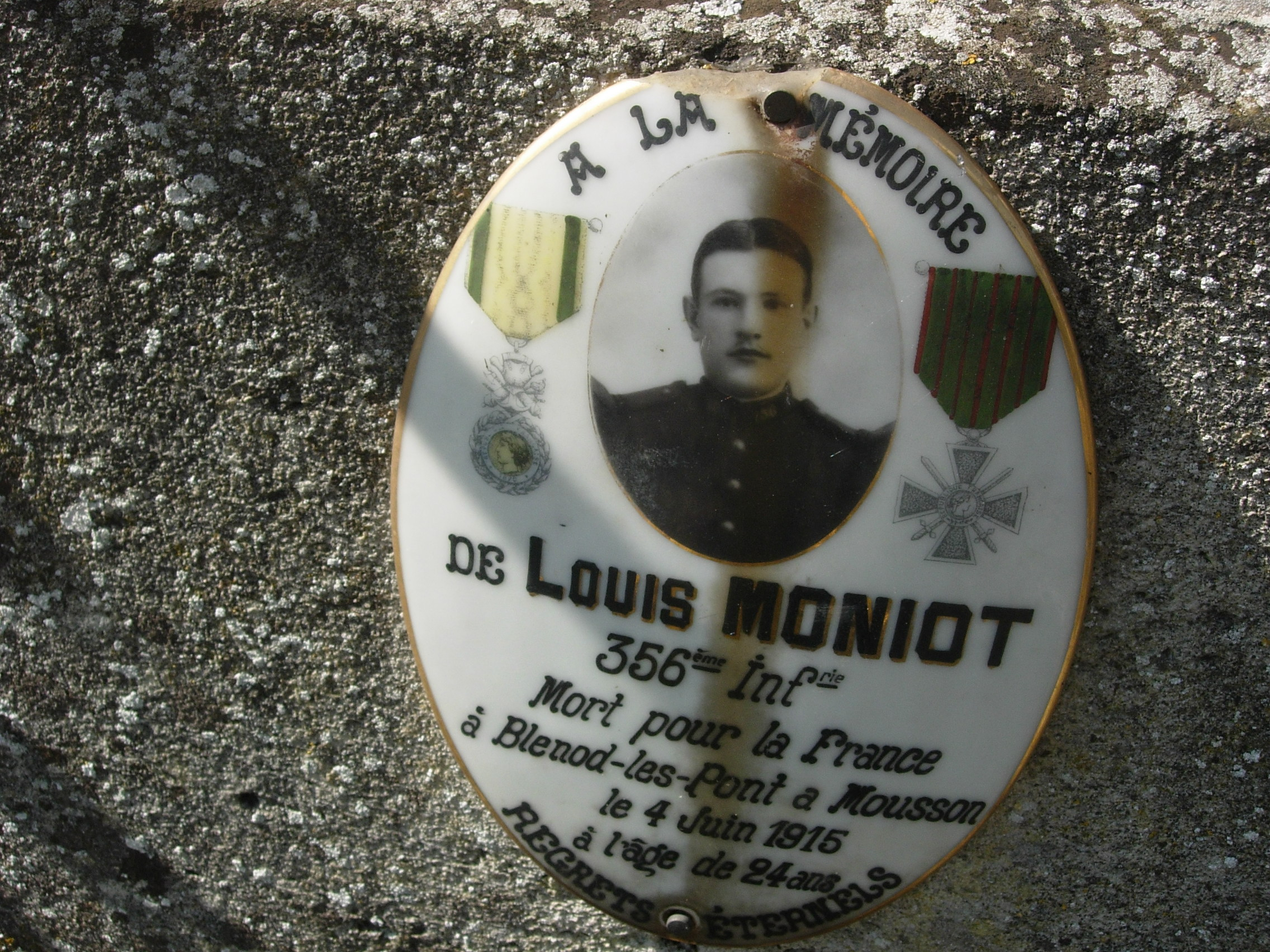
Louis Moniot, soldat du régiment d'infanterie, mort pour la France en 1915.

Position au bois le Brûlé jusqu'en avril, puis contre attaque au bois le Prêtre.

#### 1916
Contre attaque au bois le Prêtre jusqu'en juillet puis embarquement pour Verdun où le 356e relève le 346e dans les secteurs de Laufée et Chenois la Montagne à partir du 28 août. Le régiment prend part tout le mois de septembre à des combats dans le tunnel de Tavannes. Ces combats vont alors être coûteux en hommes et en matériel. Le régiment est alors transféré vers Laronxe et Lunéville fin décembre.

#### 1917
En janvier, relève de la 5e DC en forêt de Parroy (Laneuveville aux bois), jusqu'en juin puis Verdun jusqu'en juillet (Secteur Esnes). En août transport sur Belfort puis l'Alsace.

#### 1918
Alsace jusqu'en mars (bois de Gobenwald, Entre-Largue, Fontaine), secteur de Château-Thierry-Vaux jusqu'en août, puis secteur de Vauquois et la Champagne en septembre (Sommepy, Attigny). Stationné à Vacqueville au moment de l'armistice, entrée triomphale en Lorraine.

### De 1945 à nos jours
Ventilation par région des régiments de réserve des années 1970 à 1980 :
- Alsace, Lorraine, Champagne

10e 29e 31e BCP ; 41e GC ; 9e zouaves.
26e 37e 79e 149e 146e 91e 106e 109e 156e 356e 69e 226e 155e régiments d'infanterie
10e 15e chasseurs 12e dragons.
12e 16e RG
508e RT 622e RCR

## Drapeau
Il porte, cousues en lettres d'or dans ses plis, les inscriptions suivantes :
- Lorraine 1914
- L'Aisne 1918
- Argonne 1918

## Décorations
La fourragère aux couleurs de la croix de guerre 1914-1918 décernée le 17 novembre 1918.

## Personnalités ayant servi au356erégimentd'infanterie
- Alain de Goué (1879-1918), historien et généalogiste, tué à l'ennemi, en 1918, dans le bois du Coq, à Orfeuil hameau de la commune de Semide, dans les Ardennes[3].
- Paul Feuillâtre (1881-1914) archiviste et poète, lieutenant de réserve tué le 20 septembre 1914. Son nom est inscrit au Panthéon parmi les 560 écrivains morts pour la France.
- Augustin Guyau (1883-1917), philosophe, tué à l'ennemi, en 1917, à Esnes-en-Argonne, dans la Meuse.